# شمشیرک‌داران
شمشیرک‌داران یا انسیفرا (نام علمی: Ensifera) نام یک زیرراسته از راسته راست‌بالان است.
شمشیرک‌داران شامل جیرجیرک‌ها، ملخ‌های شاخک‌بلند و آبدزدک‌ها هستند.
ملخ‌های شاخک‌بلند دارای تخم‌ریز بلندی هستند و شکل تخم‌ریز آن‌ها حالتی شمشیری دارد. این حشرات تخم خود را در داخل بافت گیاهان قرار می‌دهند. ملخ‌های شاخک بلند دارای نوع بالدار و بدون بال هستند. به صورت گروهی و تجمعی زندگی نمی‌کنند. این حشرات به عنوان یک آفت اندمیک یا بومی هستند و با جمعیت‌های نسبتاً پائینی که دارند از گیاهان تغذیه می‌کنند.
گروهی دیگر از حشرات راسته شمشیرک‌داران جیرجیرک‌ها هستند که از خانواده (Gryllidae) می‌باشند. عموم مردم با صدای این حشرات آشنایی دارند. جیرجیرک‌ها بهترین آوازخوان دنیای حشرات هستند. برخلاف ملخ‌های شاخک بلند که تحت عنوان خانواده (Tettigoniidae) گروه‌بندی می‌شوند، تخم‌ریز در جیرجیرک‌ها دارای مقطع استوانه‌ای شکل است اما در ملخ‌های شاخک بلند، به صورت شمشیری یا تیغه‌ای می‌باشند. جیرجیرک‌ها عموماً گیاه‌خوار هستند یا از مواد خشک آبی تغذیه می‌کنند و تحت شرایط خاصی می‌توانند در گلخانه‌ها، چمنزارها و مراتع خساراتی به گیاهان وارد بکنند.